# 布兰肯贝格
布兰肯贝格（德語：Blankenberg）是德国梅克伦堡-前波美拉尼亚州的市镇，隶属于路德维希斯卢斯特-帕尔希姆县，总面积为21.33平方千米，截至2020年总人口为380人。